# Dorfkirche Lüchfeld

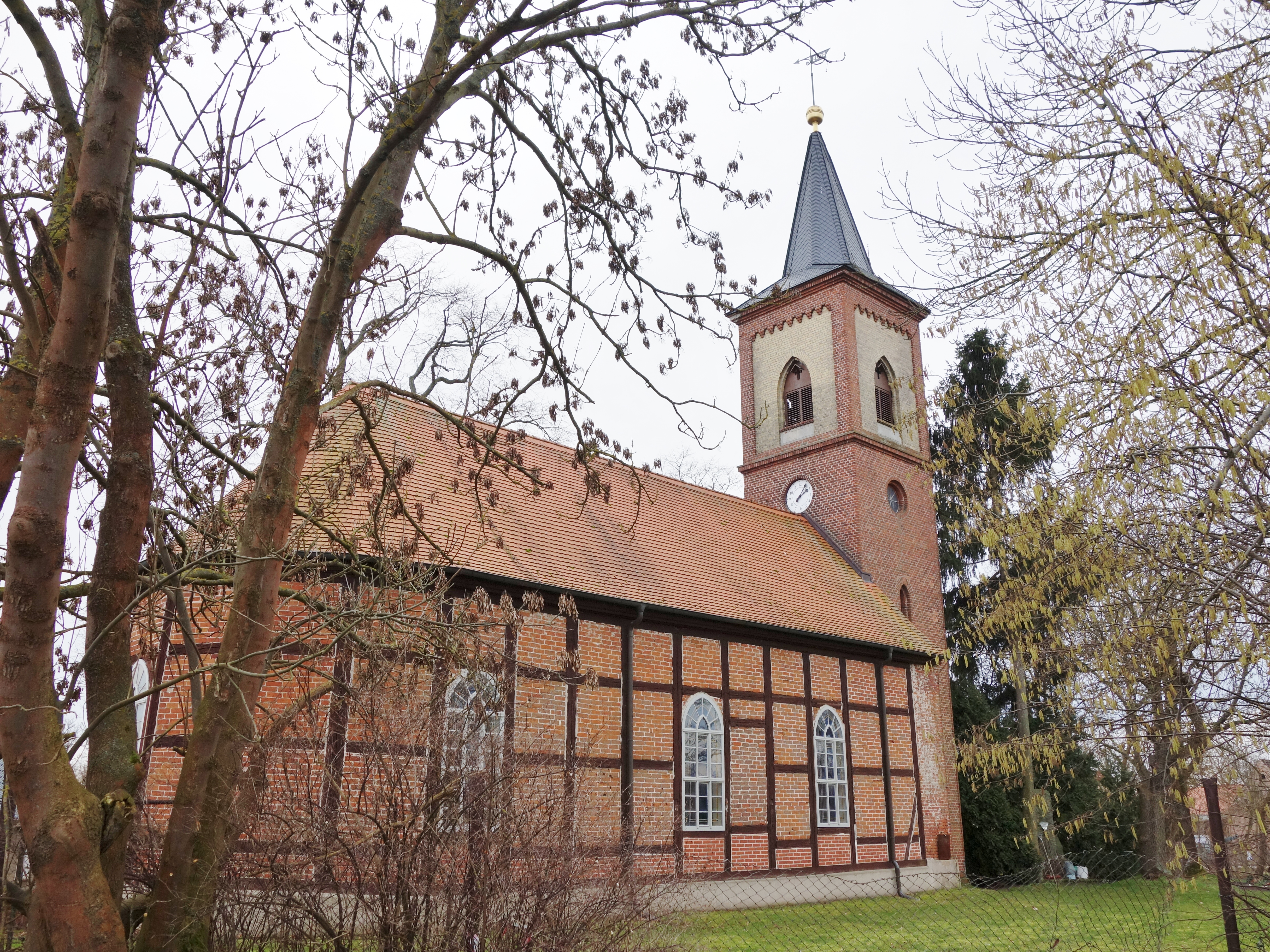
Dorfkirche Lüchfeld, Südansicht

Die Dorfkirche Lüchfeld ist ein Kirchengebäude im Ortsteil Lüchfeld der Gemeinde Temnitztal im Landkreis Ostprignitz-Ruppin des deutschen Bundeslandes Brandenburg. Die Kirchengemeinde gehört zur Gesamtkirchengemeinde Temnitz im Kirchenkreis Wittstock-Ruppin der Evangelischen Kirche Berlin-Brandenburg-schlesische Oberlausitz.

## Architektur
Die Saalkirche mit polygonalem Ostabschluss wurde als Fachwerkbau vermutlich Mitte des 18. Jahrhunderts errichtet. Die Fenster wurden zu Beginn des 19. Jahrhunderts erneuert. 1874 wurde ein neugotischer, quadratischer Turm aus Backstein mit Knickhelm hinzugefügt.

## Innengestaltung
Die Westempore und die leicht gewölbte Holzdecke stammen von 1874. Die polygonale Kanzel mit Ecksäulchen war ursprünglich ein Teil eines barocken Kanzelaltars.